# Parafia św. Brata Alberta Chmielowskiego w Gdańsku
Parafia pw. Świętego Brata Alberta Chmielowskiego w Gdańsku – parafia rzymskokatolicka usytuowana w Gdańsku. Należy do dekanatu Gdańsk-Siedlce, który należy z kolei do archidiecezji gdańskiej.
Obecnym proboszczem parafii jest ks. kan. Maciej Sobczak.

## Historia
- 1985 – ustanowienie parafii
- 1988 – założenie przy parafii niewielkiego cmentarza; na jego terenie zostały pochowane ludzkie szczątki, odnalezione przy pracach ziemnych na terenie przyległym do byłego niemieckiego nazistowskiego obozu koncentracyjnego w Kokoszkach[1]